# Brian Benben
Brian Benben, né le 18 juin 1956 à Winchester en Virginie, est un acteur américain.

## Biographie

### Carrière
Acteur connu dans les années 1990 pour son rôle de Martin Tupper dans la série Dream On, Brian Benben fait quelques apparitions dans d'autres séries dont le Brian Benben Show, mais sans grand succès, à l'exception du film Dark Angel (1990) de Craig R. Baxley. Il joue également dans le film Retour à la vie (1990) de Glenn Gordon Caron.
Plus récemment, il participe au film d'animation Les Rois de la glisse (2007) dans sa version originale.
De 2008 à 2013, il interprète le docteur Sheldon Wallace dans la série Private Practice.

### Vie privée
Brian Benben est marié à l'actrice Madeleine Stowe depuis 1982. Ils ont une fille, May, née en 1996.

## Filmographie

### Cinéma
- 1981 : Gangster Wars (en) de Richard C. Sarafian : Michael Lasker
- 1988 : Retour à la vie : Martin Laux
- 1990 : Mortal Sins : Nathan Weinschank
- 1990 : Dark Angel : l'agent spécial Laurence « Larry » Smith
- 1994 : Radioland Murders de Mel Smith : Roger Henderson
- 2007 : Les Rois de la glisse : Chunk (voix)

### Télévision

#### Téléfilms
- 1987 : Conspiracy: The Trial of the Chicago 8 : Tom Hayden
- 1997 : Comfort, Texas : Brian
- 2001 : The Flamingo Rising (en) : Hubert T. Lee
- 2001 : Et Dieu créa Sœur Mary : Gary Sullivan
- 2007 : The Mastersons of Manhattan : Joseph Finley

#### Séries télévisées
- 1981 : Terre des gangs (en) (The Gangster Chronicles) (mini-série) : Michael Lasker
- 1983 : American Playhouse (en) (saison 2, épisode 3 : « Family Business ») : David
- 1986 : Histoires de l'autre monde (saison 3, épisode 2 : « I Can't Help Saying Goodbye ») : Max Smith
- 1986 : Kay O'Brien (en) (13 episodes) : le docteur Mark Doyle
- 1986 : Mr. Sunshine (saison 1, épisode 1 : « La crise de la quarantaine ») : Franz
- 1987 - 1988 : A Year in the Life : Billy
  - (saison 1, épisode 09 : « I Think You Know Something I Don't Know »)
  - (saison 1, épisode 11 : « While Someone Else Is Eating or Opening a Window »)
  - (saison 1, épisode 12 : « The Little Disturbance of Man »)
- 1988 : Matlock (saison 2, épisode 4 : « L'Héritière ») : Atty Warren Kreitzer
- 1990 - 1996 : Dream On (119 épisodes) : Martin Tupper
- 1998 : The Brian Benben Show (8 épisodes) : Brian Benben
- 2003 : Le Cartel (6 épisodes) : le docteur Heywood Klein
- 2005 : Les Maîtres de l'horreur (saison 1, épisode 7 : « La belle est la bête ») : l'inspecteur Faraday
- 2008 - 2013 : Private Practice (83 épisodes) : le docteur Sheldon Wallace
- 2014 : Scandal (saison 4, épisode 6 : « An Innocent Man ») : Leonard Francis Carnehan
- 2017 : Imposters : Max